# لعبة باتل رويال

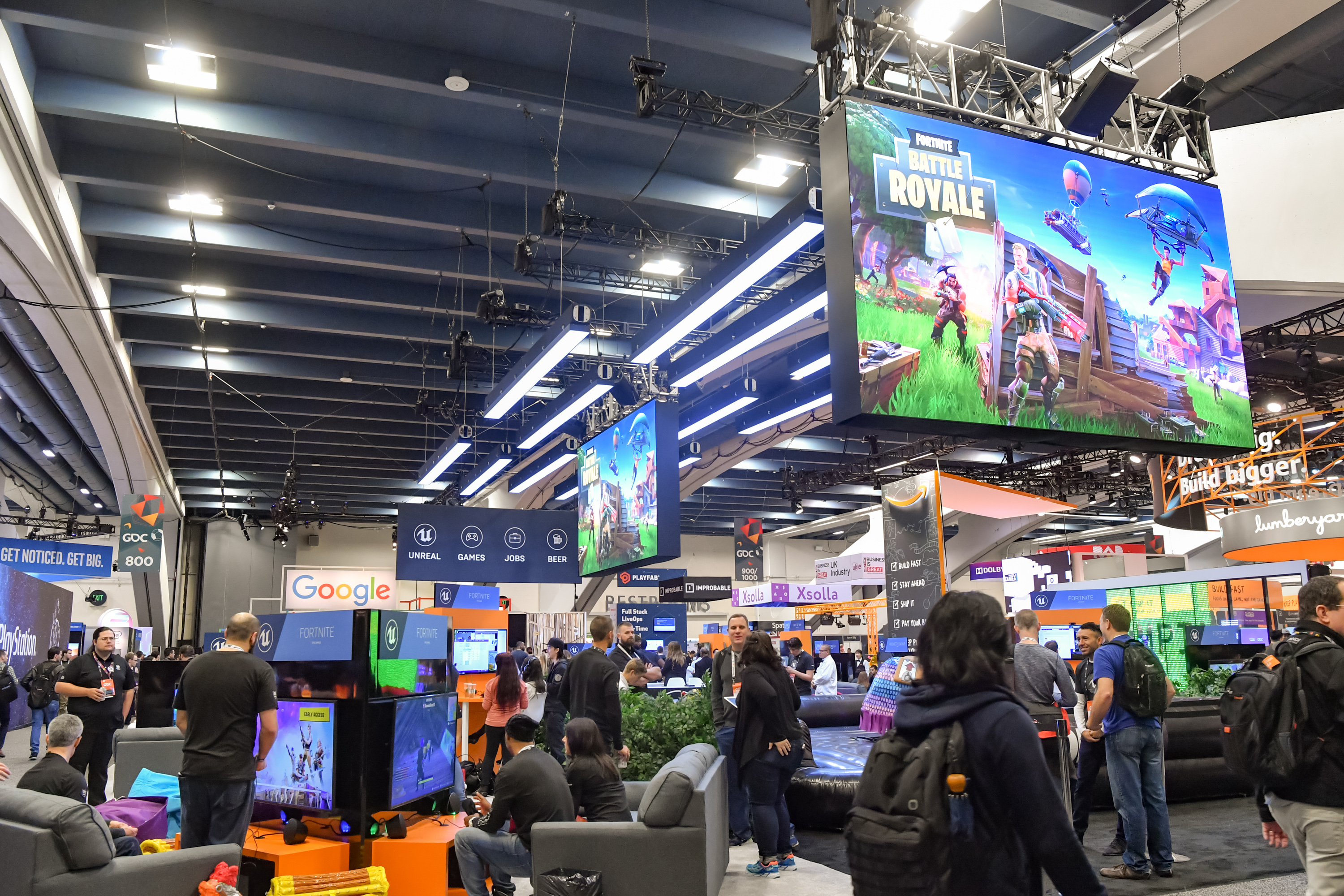
صورة توضح عدد من الشاشات التي تعرض اللعبة في أحد معارض جوجل

## نبذة
اللعبة تبدأ بعدد ضخم من اللاعبين ينزلون في مكان واحد ويبدأون بجمع الأسلحة والدروع والمعدات التي ستساعدهم في اللعبة وعلى اللاعب قتل الخصوم الذين يعترضونه وكما يصبح مكان اللعب أصغر بحيث تحيط باللاعبين المتبقين منطقة خطر في مكان صغير والفائز يكون آخر شخص حي في اللعبة.
تم أخذ فكرة اسم النمط من الفلم الياباني المعركة الملكية.
بدأ الطور عن طريق أطوار في ألعاب مثل ماينكرافت حتى صدرت في سنة 2017 لعبة بلاير أنونز باتل غراوند أو المعروفة باسم ببجي وتمكنت من بيع أكثر من 50 مليون نسخة والحصول على 400 مليون لاعب حول العالم.
لاحقا صدرت لعبة فورتنايت باتل رويال المجانية التي تمكنت من النجاح والانتشار بسرعة.